# 福建商学院
福建商学院，简称福商，是中华人民共和国的一所公办全日制普通本科高等院校，位于福建省福州市，现有鼓楼、连江、马尾3个校区。

## 历史

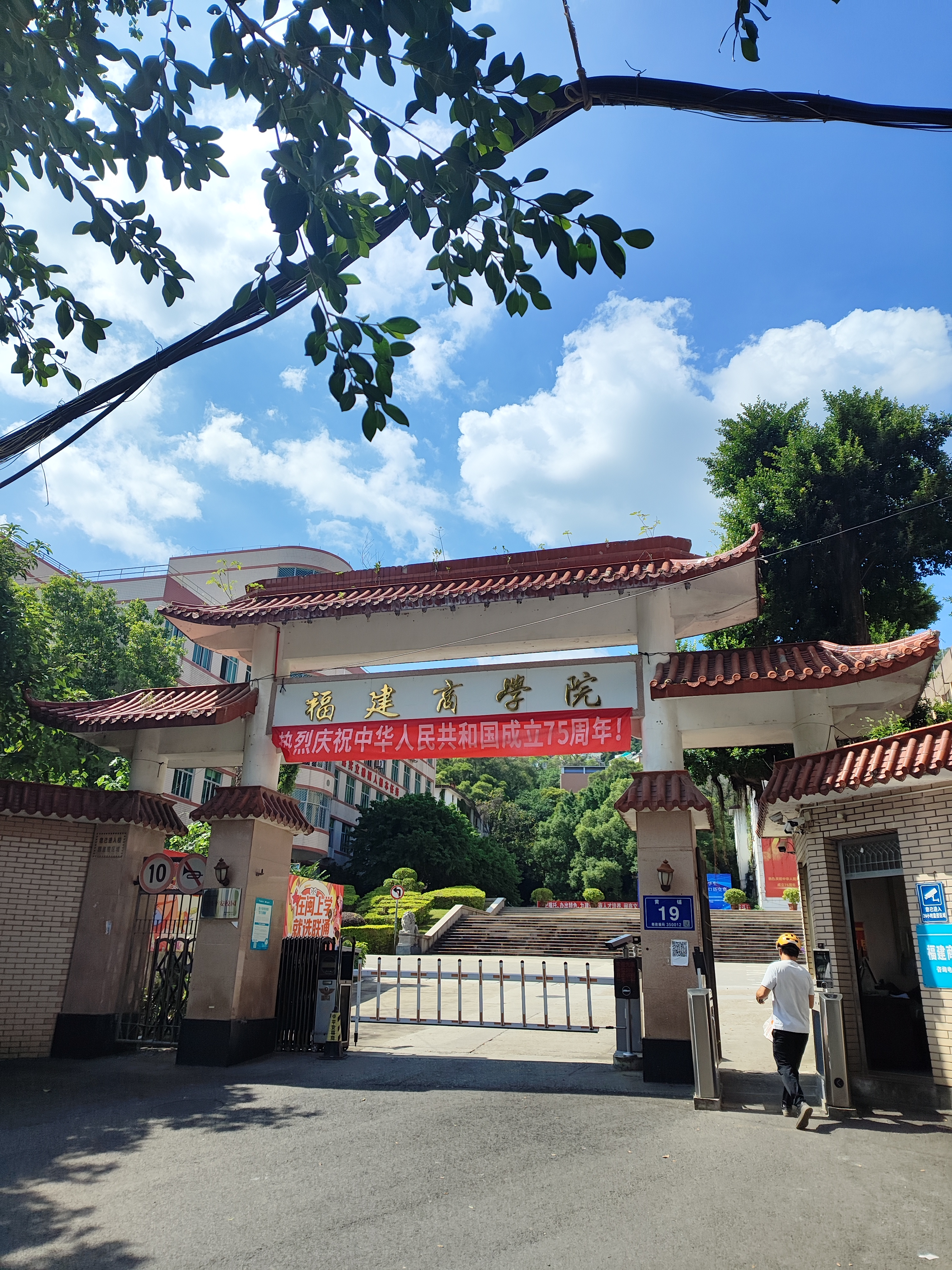
福建商学院鼓楼校区校门口

1949年10月，福州市立商业学校和省立高级商业学校合并为省立福州商业学校。1952年，更名为福建省财政金融学校。1954年，福州贸易学校并入。1959年，福州市第一商业学校和福州市第二商业学校并入，并更名为福建省财政贸易学校。1974年，更名为福建省商业学校。1984年，升格为福建省商业专科学校。1994年，更名为福建商业高等专科学校。2016年3月，升格为福建商学院。同时，福建对外经济贸易职业技术学院实质性并入，改组为福建商学院马尾校区。

## 院系设置
- 会计系
- 经济贸易系
- 工商管理系
- 信息管理工程系
- 外语系
- 旅游系
- 新闻传播系
- 商业美术系
- 基础部
- 思政部
- 继续教育部